# Amdy Fall
Amdy Fall (15 de noviembre de 1989) es un deportista senegalés que compitió en judo. Ganó una medalla de bronce en el Campeonato Africano de Judo de 2013 en la categoría de –100 kg.

## Palmarés internacional
| Campeonato Africano | Campeonato Africano | Campeonato Africano | Campeonato Africano |
| Año                 | Lugar               | Medalla             | Categoría           |
| ------------------- | ------------------- | ------------------- | ------------------- |
| 2013                | Maputo (Mozambique) | Medalla de bronce   | –100 kg             |